# Yuanqiao (köpinghuvudort i Kina, Jiangsu Sheng, lat 32,37, long 120,47)
Yuanqiao (kinesiska: 袁桥, 袁桥镇) är en köpinghuvudort i Kina. Den ligger i provinsen Jiangsu, i den östra delen av landet, omkring 160 kilometer öster om provinshuvudstaden Nanjing. Antalet invånare är 43 115. Befolkningen består av 22 478 kvinnor och 20 637 män. Barn under 15 år utgör 9,0 %, vuxna 15-64 år 71 %, och äldre över 65 år 18,0 %.
Runt Yuanqiao är det tätbefolkat, med 819 invånare per kvadratkilometer. Närmaste större samhälle är Qutang, 19,9 km nordväst om Yuanqiao. Trakten runt Yuanqiao består till största delen av jordbruksmark.
Genomsnittlig årsnederbörd är 1 284 millimeter. Den regnigaste månaden är juli, med i genomsnitt 239 mm nederbörd, och den torraste är januari, med 34 mm nederbörd.